# 2397 Lappajarvi
2397 Lappajarvi је астероид главног астероидног појаса са средњом удаљеношћу од Сунца која износи 3,082 астрономских јединица (АЈ).
Апсолутна магнитуда астероида је 10,9.